# Yasmine Lafitte
Yasmine Lafitte   (Thar Es-Souk, 1 d'octubre de 1973) és una actriu porno marroquina, resident actualment a França.
Va néixer a Thar Essouk, on solament va viure els cinc primers mesos de vida, ja que els seus pares es van veure obligats a emigrar a la recerca de treball. Als 18 anys va decidir anar-se'n de casa i va treballar en diversos llocs fins a arribar a ser auxiliar d'infermeria.
Va perdre la virginitat als 23 anys i va començar a interessar-se pel món del sexe. Animada pel seu nuvi, van decidir participar en diverses pel·lícules amateur. En 2004 i amb 30 anys va ser descoberta per algunes productores porno que es van interessar en ella. Dos anys més tard va signar un contracte d'exclusivitat amb Marc Dorcel, convertint-se així en una de les actriu emblemàtiques de la companyia i succeint a altres actrius consagrades, com Laure Sainclair, Melanie Cost, Tiffany Hopkins i Oksana.

## Filmografia seleccionada
- Phil de Nice
- Fuck V.I.P Cockaine
- La Ninfómana
- Li Barriodeur
- Story of Yasmine
- Uneix fille de la Campagne
- Urgències
- L'Autoescola